# Decius mladší
Quintus Herennius Etruscus Messius Decius (220/230 – červen 251 Abritt, Moesie) byl římský císař panující jako spoluvladař svého otce Decia krátce roku 251; předtím měl v letech 250–251 titul caesara a předáka mládeže (princeps iuventutis).
Herennius Decius se narodil v Panonii, v době, kdy jeho otec zahajoval svou kariéru ve státních službách. Jeho matka Herennia Cupressenia Etruscilla pocházela z urozené a vážené italské rodiny, snad s etruskými kořeny. Kromě bratra Hostiliana měl Decius patrně ještě sestru, o níž jinak chybí bližší údaje.
Caesarem se Decius stal v květnu nebo červnu 250, několik měsíců před svým bratrem, a již téhož roku vytáhl spolu s otcem do dolního Podunají, které sužovaly vpády germánských Gótů. Zde ve funkci velitele absolvoval celou kampaň a patrně na jaře 251 byl prohlášen augustem, tedy plnoprávným císařem. Jeho život se uzavřel v počáteční fázi bitvy u Abrittu, kdy ho usmrtil šíp vystřelený Góty. Krátce po něm zahynul i jeho otec.